# Manihoteae
Manihoteae, tribus američkog bilja iz Južne i Srednje Amerike i juga Sjedinjenih Država kojmu pripadaju dva roda s preko 240 vrsta grmova ili manjeg drveća.
Tribus je opisan 1890. Tipične vrste su Manihot esculenta i Cnidoscolus hamosus

## Rodovi
1. Cnidoscolus Pohl
2. Manihot Miller, P.

## Galerija slika
- Manihot palmata
- Manihot fruticulosa
- Cnidoscolus souzae
- Cnidoscolus angustidens
- Manihot esculenta

## Vanjske poveznice
|  | Zajednički poslužitelj ima još gradiva o temi Manihoteae |
|  | Wikivrste imaju podatke o taksonu Manihoteae             |